# Sourdeval (commune déléguée)
Pour les articles homonymes, voir Sourdeval (homonymie).
Ne doit pas être confondu avec Sourdeval-les-Bois.
Sourdeval, parfois Sourdeval-la-Barre, est une ancienne commune française du département de la Manche et de la Normandie, peuplée de 2 614 habitants, devenue le 1er janvier 2016 une commune déléguée à la suite de la fusion avec sa voisine Vengeons au sein de la commune nouvelle de Sourdeval.

## Géographie

### Localisation
La ville se situe dans le sud-est de la Manche à mi-chemin entre Caen et Rennes. L'atlas de paysages de la Basse-Normandie localise la presque totalité du territoire comme une exclave à l'est de l'unité du Val de Sée dans son écrin, caractérisée par « une plaine verdoyante au sein de laquelle serpente le fleuve côtier de la Sée [formant] un bocage très géométrique ». Seule une petite partie nord se situe dans l'unité du Haut Bocage transparent : des « hauteurs copieusement arrosées [qui] se distinguent par la présence de hauts talus lessivés ». Couvrant 3 612 hectares, son territoire était le plus étendu de son canton. L'agglomération est à 11 km au nord de Mortain, à 14 km au sud de Vire et à 17 km à l'ouest de Tinchebray.
| Vengeons (comm. nouv. de Sourdeval), Beauficel | Vengeons (comm. nouv. de Sourdeval), Chaulieu | Saint-Christophe-de-Chaulieu (Orne) |
| Brouains                                       | Sourdeval                                     | Le Fresne-Poret                     |
| Chérencé-le-Roussel                            | Saint-Clément-Rancoudray                      | Ger, Saint-Clément-Rancoudray       |

### Géologie et relief
Le point culminant (354 m) se situe au nord-est, près du lieu-dit la Butte-le-Gréard. Le point le plus bas (155 m) correspond à la sortie de la Sée du territoire, à l'ouest, à la confluence de l'Yeurseul. La commune est bocagère.

### Hydrographie
La Sée passe dans la commune
Le territoire de Sourdeval est sur une ligne de partage des eaux séparant le bassin de la Sée, qui y prend sa source, de celui de la Loire par son sous-affluent l'Égrenne qui délimite le territoire à l'est et dont le bassin occupe la moindre partie du territoire. Le bras principal de la Sée, la Sée Blanche, parcourt le centre de la commune et récupère les eaux de la Sée Rousse, irriguant le sud, au Pont de Sée. L'Yeurseul, après avoir matérialisé la limite nord-est avec Vengeons, conflue au pont de la Forge.

### Climat
Le climat est océanique, comme dans tout l'Ouest de la France. La station météorologique la plus proche est Granville-Pointe du Roc, à 50 km, mais Caen-Carpiquet est à moins de 65 km. Le Nord-Mortainais s'en différencie toutefois pour la pluviométrie annuelle qui, à Sourdeval, avoisine les 1 200 mm.

## Urbanisme

### Lieux-dits, hameaux et écarts
Les lieux-dits sont, du nord-ouest à l'ouest, dans le sens horaire : la Bruyère, la Mare Pinet, le Bourg, le Moulin Foulon, la Choisnière, le Clos des Chemins, le Moulin de Sourdeval, la Becquellerie, la Petite Chesnaye, la Grande Chesnaye, la Vannerie, la Brouainsière, la Morinière, la Bénestière, la Gonfrère, Beauvais, la Tessardière, la Basse Métairie, la Haute Métairie, Launay, la Thébaudière, la Petite Morinière, la Barbotière, les Grivellières, les Loges, les Gilberdières, Rougemont, la Hutière, le Hamelet, la Grande Logerie (au nord), la Petite Logerie, la Calleudière, Loraire, la Machellerie, la Vallée, la Butte le Gréard, la Basse Boucherie, les Champs, les Bas Brulays, les Hauts Brulays, la Valette, la Roussellière Bigot, la Yaule, la Reslière, les Coudriaux, la Verrerie, l'Étang, les Tenues, le Val, la Musangère, la Haute Boucherie, les Petits Buissons, le Mont Héry, la Rançonnière, la Besnardière, la Taillevendière, le Soucher, le Moulin de la République, le Château Fleury, la Bensière, la Gallouinière, les Grands Buissons, la Pitouillère, la Croix Rouge, la Fouquerie, les Sillons, la Jamelottière, l'Aubellerie (à l'est), la Rousselière d'Égrenne, la Richardière, les Hautes Loges, les Basses Loges, le Gué Angeray, la Noé Ambrière, les Filières, la Fieffe au Dru, les Hauts Vents, Mont Huan, le Biot, la Lieudière, la Rivière, la Rouerie, le Village Gobard, la Guermondière, la Foucherie, le Val Roger, le Cerisier, les Basses Naudières, les Hautes Naudières, la Masure Hamon, l'Aubesnière, le Val Picard, la Fieffe au Landelles, la Fieffe aux Jembles, les Renardières, la Fieffe aux Merciers (au sud), le Cazouard, la Fieffe Renault, la Chartrie, le Villages aux Saints, la Blanche Roche, la Foucaudière, la Mancellière, la Barre, le Haut Hamel, le Bas Hamel, les Fontenelles, la Pelleterie, la Nicollière, la Cocherie, la Guesnelière, l'Étallerie, la Morandière, la Fieffe Corbière, la Fieffe Brulay, le Meslier, la Blandelière, les Houttières, la Palissière, Beau Soleil, le Hervieu, la Butte Eslier, les Boussardières, la Doisnelière, la Françaisière, le Moulin d'Esson, la Moissardière, la Moinerie, la Houssaye, la Boussardière, la Pitardière, le Petit Village, Bellevue, la Davière, la Haise Daniel, le Petit Mont d'Éron, le Grand Mont d'Éron, la Guillardière (à l'ouest), les Touchardières, le Domaine, Éron, la Gallouinière, Isambut, la Cohérie, Frécu, la Lande de Bas, le Vieux Souil, les Vallées, la Botellerie, les Vallées Durand, la Mare Pinet et la Masure aux Uriens.

### Voies de communication et transports
L'agglomération est traversée par la route départementale no 977, ancienne route nationale 177, reliant Vire à Mortain. Elle y croise la D 911 (ancienne N 811) menant à Brécey à l'ouest et à Tinchebray à l'est. La D 82, la D 283, la D 499 et la D 599 permettent de joindre Le Fresne-Poret et Ger à l'est et au sud-est et la D 182 mène à Saint-Clément-Rancoudray au sud. Au nord-ouest, Vengeons et Gathemo sont reliés à Sourdeval par la D 497 et la D 82.

## Toponymie
La commune est également nommée Sourdeval-la-Barre.
Dans sourde, Albert Dauzat voit le latin surdus, « sourd », et René Lepelley sordidus, « sale », « boueux ».
L'origine de la deuxième partie du toponyme est attribuée au latin vallis, qui a donné en français val, vallée.
René Lepelley considère que barre est issu du gaulois barro, « enclos ».
Le gentilé est Sourdevalais.

## Histoire

### Moyen Âge
Un Richard de Sourdeval est au XIe siècle au côté de Guillaume le Conquérant, puis en Sicile avec Roger de Hauteville et à la première croisade avec le prince Bohémond.
Le 23 octobre 1393, Robert Le Moigne, chevalier, rend aveu du fief de Sourdeval, tenu du comté de Mortain, pour un demi-fief de haubert.
La seigneurie avait le titre de comté avec un château qui fut brûlé par les Anglais et rebâti par Gabriel Le Neuf.

### Temps modernes
Au XVIe siècle, naît au château, André de Sourdeval qui participa aux guerres de François Ier, gouverneur de Belle-Île-en-Mer et député de la noblesse de Normandie aux États généraux de Blois en 1576. Le dernier seigneur de Sourdeval, Bernardin Le Neuf, fut guillotiné en 1794.

### Époque contemporaine
Lors de la bataille de Normandie, épargnée par les bombardements de juin 1944, Sourdeval est gravement endommagée au cours des combats de la contre-attaque allemande d'août. La ville est libérée le 13 août, à la suite de l'échec de cette opération, par la 28e division d'infanterie américaine.

#### Réforme territoriale
Le 1er janvier 2016 la commune de Sourdeval fusionne avec sa voisine Vengeons pour donner naissance Sourdeval, commune nouvelle dont le statut est instauré par la loi no 2010-1563 du 16 décembre 2010 de réforme des collectivités territoriales. La nouvelle entité baptisée initialement Sourdeval-Vengeons, est finalement nommée Sourdeval.

## Politique et administration

### Tendances politiques et résultats
Candidats ou listes ayant obtenu plus 5 % des suffrages exprimés lors des dernières élections politiquement significatives :
- Régionales 2015[19] :
  - 1er tour (55,59 % de votants) : Hervé Morin (Union de la droite) 34,34 %, Nicolas Mayer-Rossignol (Union de la gauche) 33,54 %, Nicolas Bay (FN) 20,07 %.
  - 2e tour (65,29 % de votants) : Hervé Morin (Union de la droite) 45,31 %, Nicolas Mayer-Rossignol (Union de la gauche) 36,08 %, Nicolas Bay ([FN) 22,32 %.
- Européennes 2014[20] (45,69 % de votants) : UMP (Jérôme Lavrilleux) 36,51 %, FN (Marine Le Pen) 26,44 %, PS-PRG (Gilles Pargneaux) 8,67 %, EÉLV (Karima Delli) 8,70 %, UDI - MoDem (Dominique Riquet) 8,45 %.
- Législatives 2012[21] :
  - 1er tour (62,97 % de votants) : Guénhaël Huet (UMP) 50,49 %, Gérard Sauré (PRG) 14,16 %, Gérard Dieudonné (DVG) 11,76 %, Marie-Françoise Kurdziel (FN) 8,69 %, Bernard Tréhet (MoDem) 7,04 %.
  - 2e tour (60,18 % de votants) : Guénhaël Huet (UMP) 65,38 %, Gérard Sauré (PRG) 34,62 %.
- Présidentielle 2012[22] :
  - 1er tour (82,33 % de votants) : Nicolas Sarkozy (UMP) 36,41 %, François Hollande (PS) 21,62 %, Marine Le Pen (FN) 15,94 %, François Bayrou (MoDem) 11,75 %, Jean-Luc Mélenchon (FG) 7,22 %.
  - 2e tour (83,64 % de votants) : Nicolas Sarkozy (UMP) 58,41 %, François Hollande (PS) 41,59 %.

### Administration municipale
| Période | Période       | Identité                | Étiquette | Qualité                                     |
| ------- | ------------- | ----------------------- | --------- | ------------------------------------------- |
| 1837    | 1841          | Pierre Meslay           |           |                                             |
|         |               |                         |           |                                             |
| 1848    | 1864          | Théophile Victor Lorier |           | Conseiller général                          |
|         |               |                         |           |                                             |
| 1878    | 1904          | Jules Labiche           |           | Sénateur de la Manche                       |
| 1904    | 1908          | Edmond Lesoudier        |           |                                             |
| 1908    | 1910          | Ferdinand Alix          |           |                                             |
| 1910    | 1912          | Jules Roblin            |           |                                             |
| 1912    | 1912          | Jean Masse              |           |                                             |
| 1912    | 1914          | Victor Sauvé            |           | Maire par intérim                           |
| 1914    | 1918          | Alphonse Guesdon        |           | Maire par intérim                           |
| 1918    | 1919          | Victor Sauvé            |           | Maire par intérim                           |
| 1919    | 1920          | Gervais Hélène          |           |                                             |
| 1920    | 1921          | Émile Seguin            |           |                                             |
| 1921    | 1925          | Hippolyte Bazin         |           |                                             |
| 1925    | 1929          | Joseph Leménager        |           |                                             |
| 1929    | 1944          | Hippolyte Bazin         |           |                                             |
| 1944    | 1945          | Emmanuel Fortin         |           |                                             |
| 1945    | 1946          | Edmond Maillard         |           |                                             |
| 1946    | 1953          | Pierre Cheruau          |           |                                             |
| 1953    | 1956          | Joseph Louvet           |           |                                             |
| 1956    | 1971          | Marcel Seguin           |           |                                             |
| 1972    | 1975          | Émile Follet            |           |                                             |
| 1975    | 1989          | Raoul Hamon             |           | Agriculteur                                 |
| 1989    | décembre 2015 | Albert Bazire           | UMP       | Conseiller général de la Manche (1992-2011) |

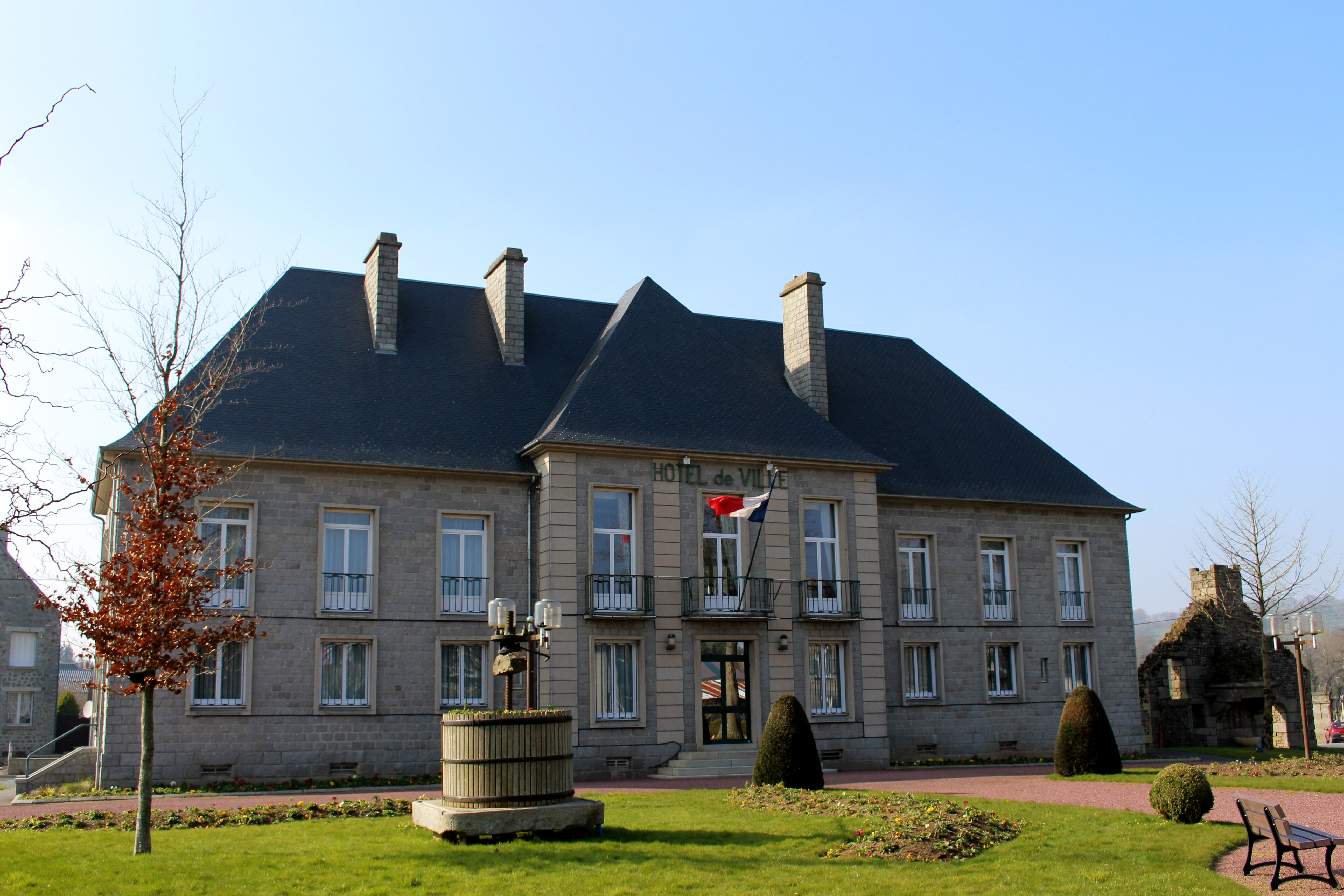
La mairie.

Le conseil municipal était composé de vingt-trois membres dont le maire et cinq adjoints. Ces conseillers intègrent au complet le conseil municipal de la commune nouvelle le 1er janvier 2016 jusqu'en 2020 et Albert Bazire, élu maire de cette commune nouvelle, est également maire délégué de la commune déléguée.
| Période        | Période      | Identité       | Étiquette | Qualité                                            |
| -------------- | ------------ | -------------- | --------- | -------------------------------------------------- |
| janvier 2016   | juillet 2020 | Albert Bazire  | UMP       | Maire de la commune nouvelle                       |
| 4 juillet 2020 | En cours     | Sophie Laurent |           | Hébergeur touristique Maire de la commune nouvelle |

### Jumelages
- Odiham (Royaume-Uni) depuis 1993, (Voir l'article en anglais).
- Uchte (Allemagne) depuis 1992, (Voir l'article en allemand).

## Population et société

### Démographie
Sourdeval a compté jusqu'à 4 409 habitants en 1836.
| 1793  | 1800  | 1806  | 1821  | 1831  | 1836  | 1841  | 1846  | 1851  |
| ----- | ----- | ----- | ----- | ----- | ----- | ----- | ----- | ----- |
| 3 500 | 3 896 | 4 191 | 4 306 | 4 280 | 4 409 | 4 339 | 4 280 | 4 328 |

| 1856  | 1861  | 1866  | 1872  | 1876  | 1881  | 1886  | 1891  | 1896  |
| ----- | ----- | ----- | ----- | ----- | ----- | ----- | ----- | ----- |
| 4 165 | 4 056 | 3 979 | 3 943 | 3 914 | 3 932 | 3 979 | 3 765 | 3 617 |

| 1901  | 1906  | 1911  | 1921  | 1926  | 1931  | 1936  | 1946  | 1954  |
| ----- | ----- | ----- | ----- | ----- | ----- | ----- | ----- | ----- |
| 3 572 | 3 655 | 3 351 | 3 069 | 3 208 | 3 197 | 3 232 | 2 752 | 2 870 |

| 1962  | 1968  | 1975  | 1982  | 1990  | 1999  | 2006  | 2011  | 2016  |
| ----- | ----- | ----- | ----- | ----- | ----- | ----- | ----- | ----- |
| 3 275 | 3 520 | 3 624 | 3 576 | 3 211 | 3 038 | 2 878 | 2 733 | 2 709 |

| 2019  | - | - | - | - | - | - | - | - |
| ----- | - | - | - | - | - | - | - | - |
| 2 710 | - | - | - | - | - | - | - | - |

### Sports et loisirs
L'Union sportive club omnisports de Sourdeval fait évoluer une équipe de football en ligue de Basse-Normandie et deux autres en divisions de district.
Le Sourdeval Moto Club organise, tous les ans à la mi-mars, une épreuve d'enduro moto qui est ouverte à tous les licencés UFOLEP. Cette épreuve est réputée pour être particulièrement difficile surtout par temps humide.

## Économie
Sourdeval a été en 1948 le lieu de création de l'entreprise Guy Degrenne. L'usine a été transférée en partie en 1967 à Vire. L'unité de Sourdeval comptait 200 employés en 1984. Elle a fermé en septembre 2002.

## Culture locale et patrimoine
La commune est une ville fleurie ayant obtenu trois fleurs au concours des villes et villages fleuris.

### Lieux et monuments

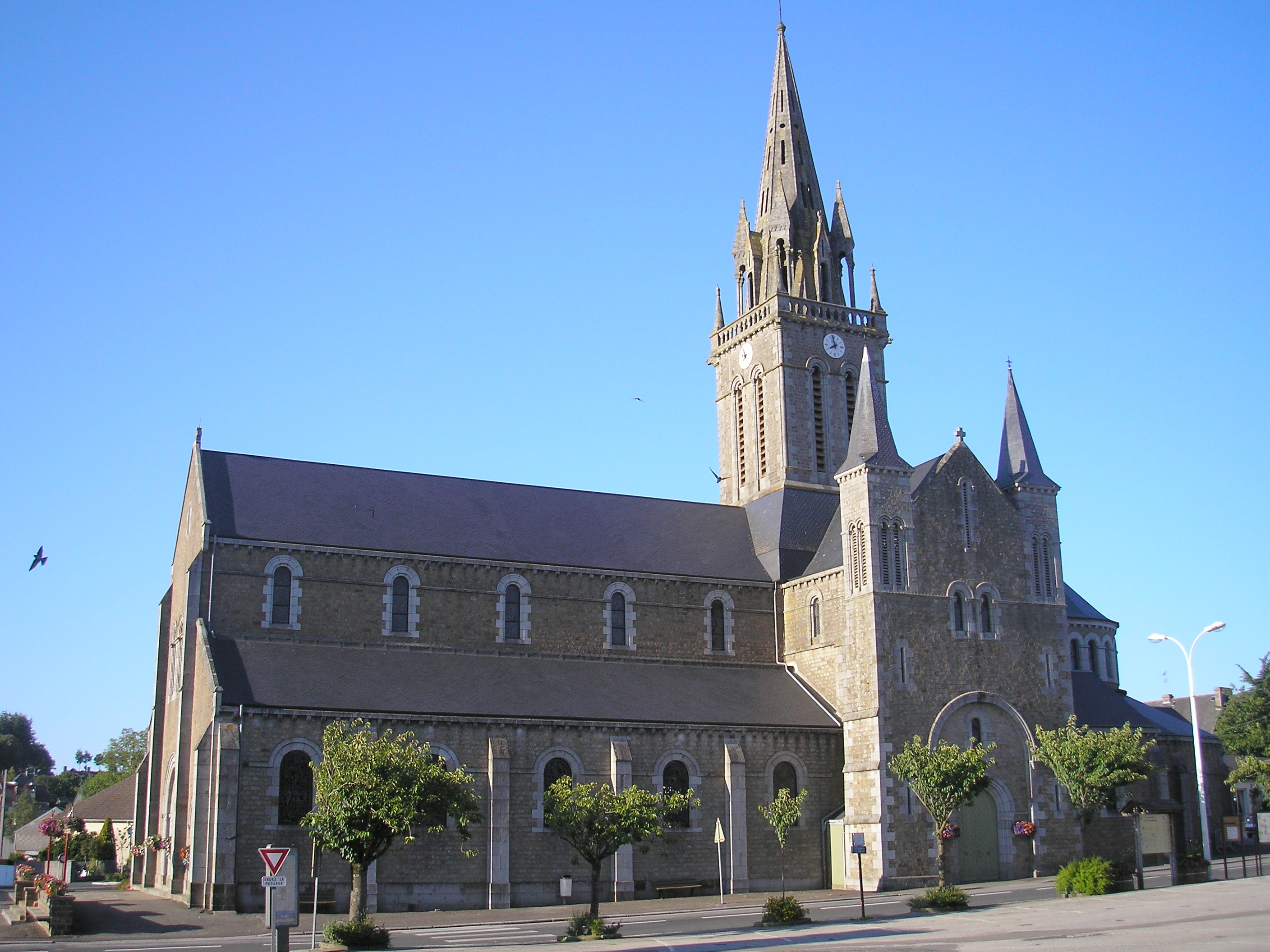
L'église Saint-Martin.

- Église Saint-Martin de Sourdeval du XIXe siècle partiellement reconstruite après 1944. L'édifice abrite une statue de saint Martin du XVIe classée au titre objet aux monuments historiques[34], ainsi qu'un bénitier et des fonts baptismaux du XVIIe, une Vierge de pitié du XVIIe, un maître-autel en granit gris du XXe[12].
- Chapelles de la Moinerie du XIXe siècle et de la Fourcherie du XXe siècle.
- Église Saint-Germain.
- Château du Haut-Aunay dit Labiche du XIXe siècle (1860).
- Anciens manoirs de la Barre, de la Houssaye et d'Eron ou Airon du XVIe siècle.
- Place de la Mairie où est érigé le pignon du manoir de la Fourberie de Vengeons du XVe siècle, donné par son propriétaire, est transféré ici[35].
- Rives de l'Yeurseul et du Ravillon et du ruisseau des Landes.
- Fontaine Saint-Germain : lavoir.
- Puits.
- Moulin de la Sée ; ancien moulin à papier.
- Oratoires.
- Croix de chemin.

### Personnalités liées à la commune
- Robert de Sourdeval, aventurier normand de la 2e moitié du XIe siècle.
- Charles Duval (Sourdeval, 1773 - 1809), capitaine de l'armée napoléonienne[36].
- Théodore François Millet (Sourdeval, 1776 - Sourdeval, 1819), général de brigade des guerres de la Révolution française et des guerres napoléoniennes.
- Jules Labiche, homme politique né le 9 août 1826 à Sourdeval (Manche) et décédé le 27 juillet 1905 à Sourdeval.
- Alexandre Mauduit (Sourdeval, 1874 - 1956), physicien.
- André Dalibert (Sourdeval, 1908 - 1997), acteur et chansonnier français.
- Guy Degrenne (1925-2006), industriel qui créa son entreprise à Sourdeval.
- Pierre Aguiton (Sourdeval, 1926 - 2004), homme politique.
- Alain Boudet (Sourdeval, 1928 - 2019), réalisateur de télévision
- Maxime Renault (né en 1990), cycliste professionnel, a débuté au COCS Sourdeval.

### Héraldique
| Blason de Sourdeval (commune déléguée) | Blason  | D'or fretté de sable au franc-quartier du même.                                                      |
| Blason de Sourdeval (commune déléguée) | Détails | Ce blason tire son origine de la famille Le Moine de Sourdeval, une branche de la famille de Verdun. |